# Dunbaria rubella
Dunbaria rubella är en ärtväxtart som beskrevs av Friedrich Anton Wilhelm Miquel. Dunbaria rubella ingår i släktet Dunbaria och familjen ärtväxter. Inga underarter finns listade i Catalogue of Life.